# Tom Araya
Tomás Enrique Araya Díaz (Viña del Mar, 6 de junio de 1961) es un músico chileno estadounidense, conocido por ser el vocalista y bajista de la banda de thrash metal Slayer.
Su familia se mudó a los Estados Unidos cuando Tom tenía cinco años. A los ocho consiguió su primer bajo y comenzó a tocar música de The Beatles y The Rolling Stones con su hermano mayor, quien tocaba la guitarra. 
Araya consiguió un trabajo en 1980 como inhaloterapeuta, su salario lo utilizó para cofinanciar la producción del primer álbum de Slayer, Show No Mercy. La mayoría de sus contribuciones en las letras de las canciones del grupo tratan acerca de los asesinos en serie, un tema que encuentra interesante. Su primera contribución lírica fue en el disco Hell Awaits (1985), en la canción «At Dawn They Sleep».
Araya está casado, tiene dos hijos, un niño y una niña, y vive en Buffalo, Texas, con su esposa, Sandra Araya, a quien conoció en un concierto de Slayer. Su hermano, Juan Araya, más conocido como John Araya, es el bajista de la banda de death metal melódico Thine Eyes Bleed.

## Biografía
Araya nació en Viña del Mar, siendo el cuarto hijo de una familia de nueve. A los cinco años de edad, su familia se trasladó a la ciudad de South Gate, en California. En internet circularon rumores que afirmaban que él y su familia habrían dejado Chile por razones políticas, lo que fue desmentido por el propio Araya: «En realidad, fue como en 1966 cuando llegamos a los Estados Unidos».
El hermano mayor de Tom tocaba la guitarra, y fue él quien le enseñó a tocar el bajo a los ocho años, con lo que se aprendieron varias canciones de los Beatles y los Rolling Stones. A comienzos de la década de 1980, la hermana mayor de Araya le aconsejó que trabajase como inhaloterapeuta, por lo que tomó un curso de dos años.
En 1981 conoció a Kerry King, quien le ofreció un puesto en su banda, Slayer. Araya aceptó de inmediato, y gracias a su trabajo como paramédico pudo financiar el que sería su primer álbum de estudio, Show No Mercy. En 1984, Araya solicitó permiso en el hospital en el que trabajaba para poder realizar la gira por Europa que Slayer tenía preparada, a lo que el hospital se negó. Después de más de un mes sin acudir a su trabajo, el hospital lo despidió.
En 1991, en la gira "Clash of Titans" con Megadeth, Anthrax, Suicidal Tendencies y Alice in Chains, Dave Mustaine, el controvertido líder de Megadeth, le dijo a Araya: «Me gusta cuando me chupas la polla». En respuesta, Araya llamó a Mustaine «homosexual», mientras estaban en escena. Los insultos entre ambas bandas hicieron que las relaciones entre Megadeth y Slayer se debilitaran hasta la actualidad, aunque anteriormente, Mustaine había insultado a Kerry King después de que este decidiese concentrarse en Slayer en lugar de en Megadeth, donde permaneció como miembro durante un mes.
Durante esta gira, Araya se hizo amigo de Jerry Cantrell, guitarrista de Alice in Chains, lo que provocó que Araya colaborase en la canción «Iron Gland» del álbum Dirt: «Sólo grité en ella. Jerry me llamó para que gritase y eso fue lo que hice».

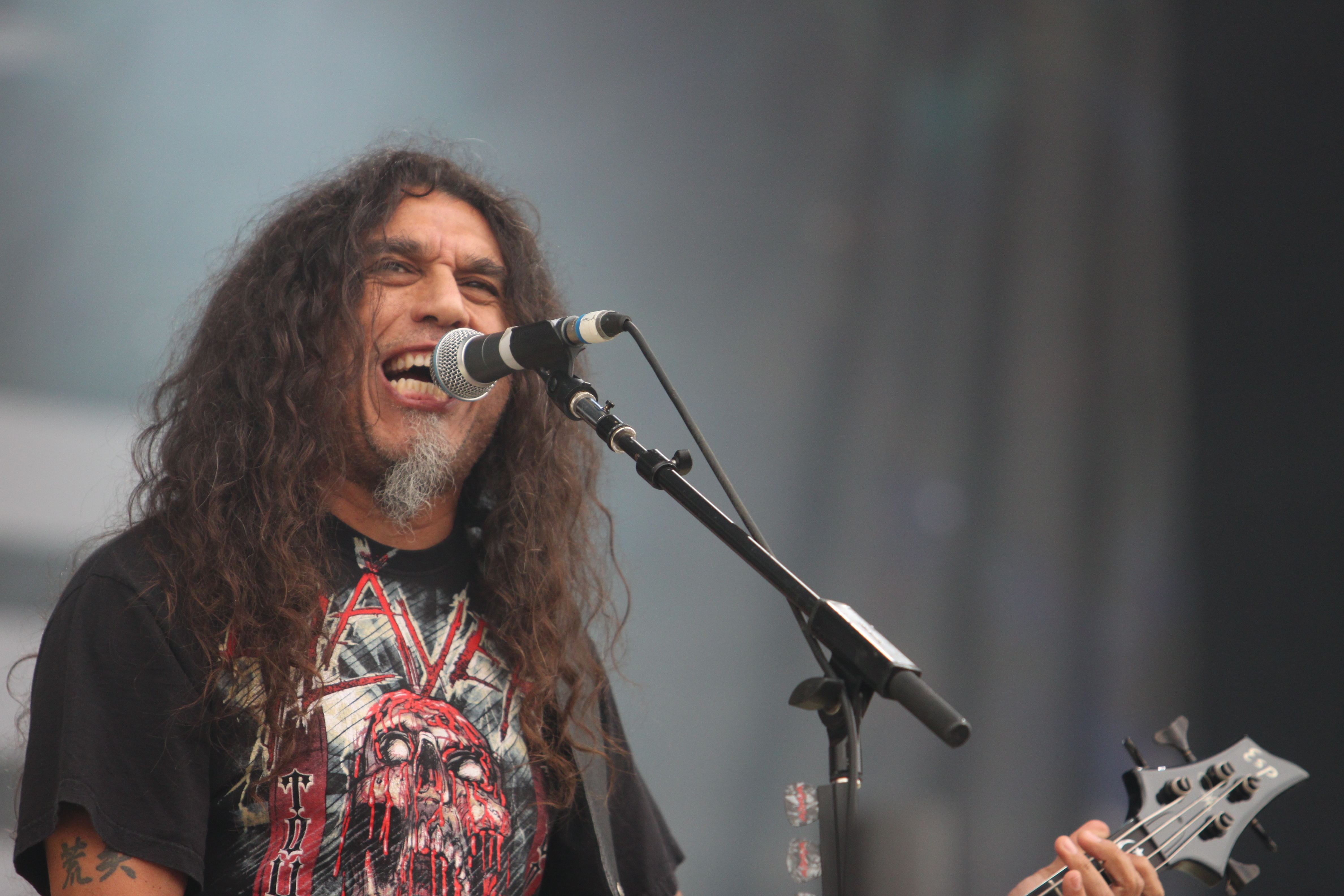
Tom Araya junto a Slayer durante el Festival Sonisphere, en agosto de 2010.

Araya reside en un rancho de Buffalo, Texas, junto con su mujer Sandra Araya y dos hijos, en el que ayuda a cuidar de los animales que posee la familia, además de enseñar a cantar a su mujer. En 2006, Araya fue sometido a una operación en su vesícula biliar, por lo que tuvo que aplazar el comienzo de la gira "The Unholy Alliance" una semana más tarde. Además, a causa de esta operación, el vocalista chileno fue incapaz de terminar de grabar la canción «Final Six», que iba a aparecer en el álbum Christ Illusion. Sin embargo, la canción apareció en la versión de lujo del disco. Por su parte, llevó por primera vez a su hijo de gira con él: «Es bueno exponerlos a esta edad tan joven. Mi primer concierto fue a los 17 años».
Araya apareció a su vez en el documental de Sam Dunn Metal: A Headbanger's Journey, «Hate es un título genial».

## Letras de canciones

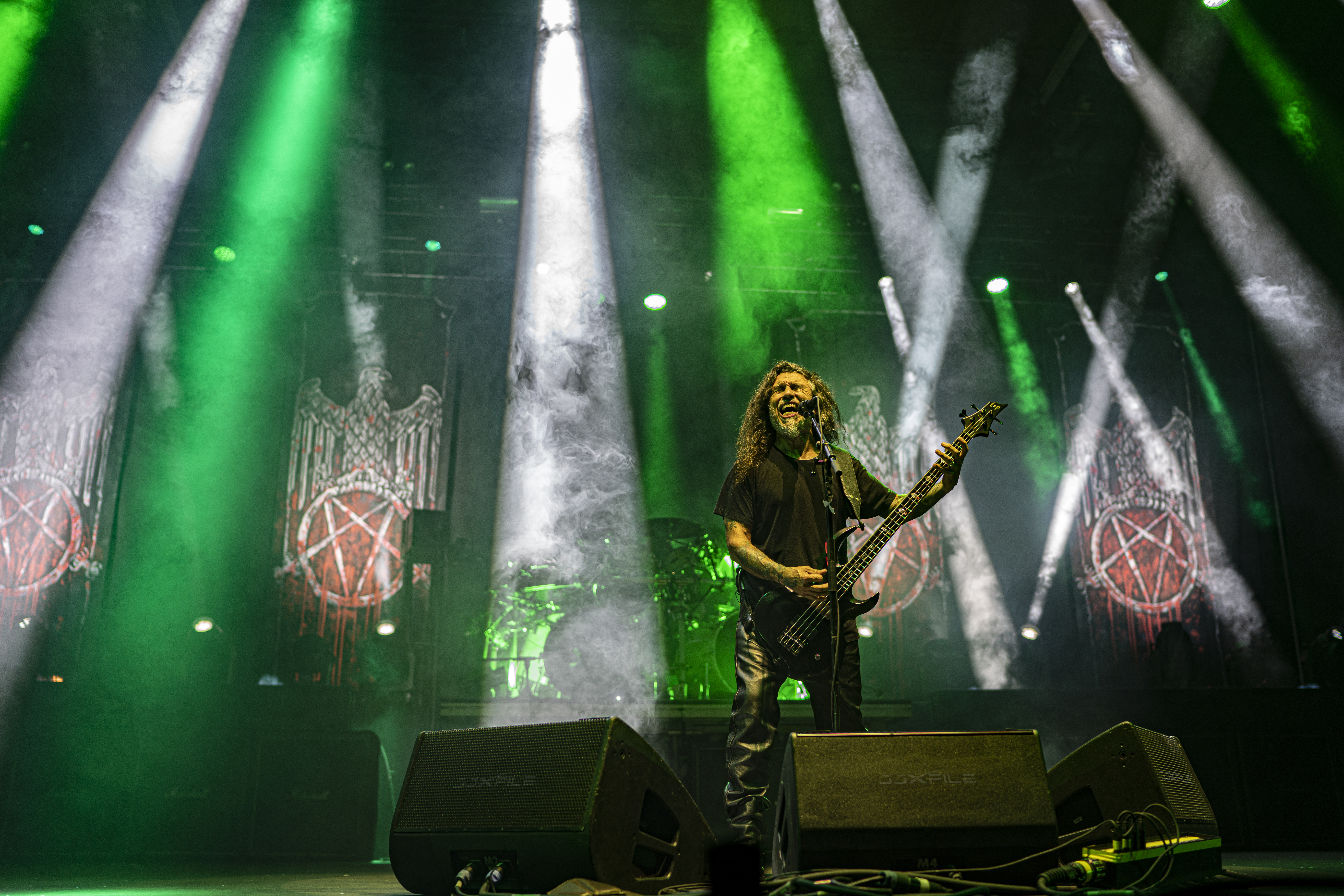
Tom Araya - Slayer - Riot Fest 2019

Las primeras contribuciones de Araya fueron en las letras de «Hell Awaits» y «South of Heaven». Su interés acerca de los asesinos en serie inspiró muchas de las letras de las canciones de Slayer, incluyendo los temas «213», acerca de Jeffrey Dahmer, y «Dead Skin Mask», acerca de Ed Gein, quien asesinó a diecisiete personas. «¿Por qué? Estoy intentando ver de dónde vienen estos tíos para que quizá lo entienda. Siempre fue un tema que me intrigó».
Araya escribió la letra de «Eyes of the Insane» del disco Christ Illusion, que ganó un premio Grammy en 2006. La inspiración de la letra vino de un artículo en la revista Texas Monthly acerca de las bajas civiles de la guerra, y las experiencias de los soldados al intentar sobrellevar los traumas ocasionados en sus misiones. Araya declaró: «En puntos de su misión en Irak, los militares necesitan ayuda, y tienden a rechazarla. Intentan esconderla y esperan que todo vaya bien. Intentan que todo parezca que va bien, cuando en realidad hay un montón de maldición que la gente no puede soportar. Hay un montón de soldados que vuelven a casa con angustia mental. Y la parte triste es que oímos hablar del estrés post traumático después de la guerra de Vietnam y de la guerra del Golfo y los militares parece que quieren olvidarse de todo con cada nueva guerra».

## Equipamiento
- Bajos Signature ESP, series Hill, Ltd y B.C. Rich.[cita requerida]
- Amplificadores SVT.[cita requerida]
- Pastillas EMG y Bartolini.[cita requerida]
- Cuerdas D'Addario.[cita requerida]

## Discografía
- Show No Mercy - 1983
- Haunting the Chapel (EP) - 1984
- Hell Awaits - 1985
- Reign in Blood - 1986
- South of Heaven - 1988
- Seasons in the Abyss - 1990
- Divine Intervention - 1994
- Undisputed Attitude - 1996
- Diabolus in Musica - 1998
- God Hates Us All - 2001
- Eternal Pyre (EP) - 2006
- Christ Illusion  - 2006
- World Painted Blood  - 2009
- Repentless - 2015

## Colaboraciones
- Alice in Chains - Dirt (vocalista en la canción Iron Gland)
- Soulfly - Primitive (vocalista y bajista en la canción Terrorist)
- Black Flag - Rise above: 24 black flag songs to benefit the west memphis three (vocalista en la canción Revenge)